# Journal of Bone and Mineral Research
Das Journal of Bone and Mineral Research, abgekürzt J. Bone Miner. Res., ist eine wissenschaftliche Fachzeitschrift, die vom Wiley-Blackwell-Verlag veröffentlicht wird. Die Zeitschrift ist offizielles Publikationsorgan der American Society for Bone and Mineral Research und erscheint mit zwölf Ausgaben im Jahr. Es werden Arbeiten veröffentlicht, die sich mit Knochen, Muskeln und dem Mineralstoffwechsel beschäftigen.
Der Impact Factor lag im Jahr 2014 bei 6,832. Nach der Statistik des ISI Web of Knowledge wird das Journal mit diesem Impact Factor in der Kategorie Endokrinologie und Metabolismus an zwölfter Stelle von 128 Zeitschriften geführt.